# Danzig III: How the Gods Kill
Danzig III: How the Gods Kill – trzeci album studyjny amerykańskiego zespołu muzycznego Danzig. Wydany 14 lipca 1992 roku przez wytwórnię płytową Def American.

## Lista utworów
1. "Godless" – 6:51
2. "Anything" – 4:49
3. "Bodies" – 4:26
4. "How the Gods Kill" – 5:57
5. "Dirty Black Summer" – 5:15
6. "Left Hand Black" – 4:30
7. "Heart of the Devil" – 4:40
8. "Sistinas" – 4:26
9. "Do You Wear the Mark" – 4:47
10. "When the Dying Calls" – 3:32

## Twórcy
- Glenn Danzig – śpiew, instrumenty klawiszowe
- Eerie Von – gitara basowa
- John Christ – gitara
- Chuck Biscuits – perkusja

## Wydania
- Def American, 13 czerwca 1992, wydanie europejskie w wersji winylowej oraz CD
- Def American, 14 czerwca 1992, wydanie CD i na kasecie magnetofonowej
- Def American, 8 grudnia 1992, limitowane wydanie CD razem z kasetą VHS z nieocenzurowaną wersją teledysku How the Gods Kill, okładka wydania była trójwymiarową wersją standardowego wydania albumu
- Popron A.S., 1992, czechosłowackie wydanie z płytą CD w kolorze pomarańczowym licencjonowane przez Polygram International Music
- American Recordings, grudzień 1994, wydanie na CD i kasecie magnetofonowej charakteryzujące się ciemniejszymi barwami okładki, edycja europejska i amerykańska
- BMG, 1995
- American Recordings, czerwiec 1998, wydanie na CD i kasecie magnetofonowej

## Single
1. Dirty Black Summer 3 września 1992

## Wideografia
- "Dirty Black Summer" – 1992
- "How the Gods Kill" – 1992
- "Bodies" – 1992
- "Sistinas" – 1992